# Chrystyna Altschewska

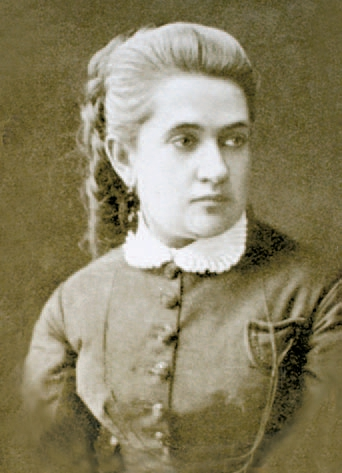
Chrystyna Altschewska

Chrystyna Danyliwna Altschewska (ukrainisch Христина Данилівна Алчевська, russisch Христина Даниловна Алчевская Christina Danilowna Altschewskaja; * 4. Märzjul. / 16. März 1841greg. in Borsna, Gouvernement Tschernigow, Russisches Kaiserreich; † 15. August 1920 in Charkiw, Ukrainische SSR) war eine bedeutende ukrainische Pädagogin und Organisatorin von Sonntagsschulen.

## Leben
Chrystyna Altschewska kam als Chrystyna Danyliwna Schurawljowa in Borsna in der heutigen ukrainischen Oblast Tschernihiw zur Welt.
Ihr Vater lehrte an der städtischen Schuleiz in Borsna und ihre Mutter war die Tochter eines Helden des Krieges von 1812, dem General Nikolai Wuitsch (Николай Васильевич Вуич).
Nach ihrer Hochzeit lebte und arbeitete sie in Charkiw. Dort gründete sie 1862 auf eigene Kosten die Charkiwer Frauen-Sonntagsschule, die 1870 offiziell akkreditiert wurde. Die Sonntagsschulen waren private Bildungseinrichtungen für Minderjährige und Erwachsene, die aufgrund ihrer Arbeit keine regulären Schulen besuchen konnten. Die von ihr gegründete Schule war für ihre hoch entwickelten Methoden der Erwachsenenbildung bekannt. So lehrte zum Beispiel Borys Hrintschenko als junger Akademiker an der Schule. Auch Alexandra Kalmykowa beteiligte sich an der Arbeit. In den 57 Jahren ihres Bestehens wurden in der Schule mehr als 17.000 Menschen unterrichtet.
1896 ließ Altschewska ein Schulhaus im Wert von 50.000 Rubel errichten und auf ihre Veranlassung hin errichtete der Bildhauer Wladimir Beklemischew 1899 in Charkiw das weltweit erste Denkmal mit einer Büste von Taras Schewtschenko.
Altschewska erstellte zwischen 1884 und 1906, in Zusammenarbeit mit den Lehrkräften ihrer Schule, einen dreibändigen methodischen und bibliographischen Leitfaden Tschto tschytat narodu? (Что читать народу?, zu deutsch Was die Leute lesen sollten), der mit dem Hauptpreis auf der Pariser Internationalen Ausstellung 1889 ausgezeichnet wurde. Außerdem erstellte sie 1899/1900 ein Lehrbuch „Книги взрослых“ (zu deutsch Buch für Erwachsene) und schrieb 1912 ihre Memoiren, Peredumnoe i perezhitoe (zu deutsch Meine Gedanken und Erfahrungen) sowie eine Vielzahl methodologischer Artikel zur Erwachsenenbildung.

## Familie

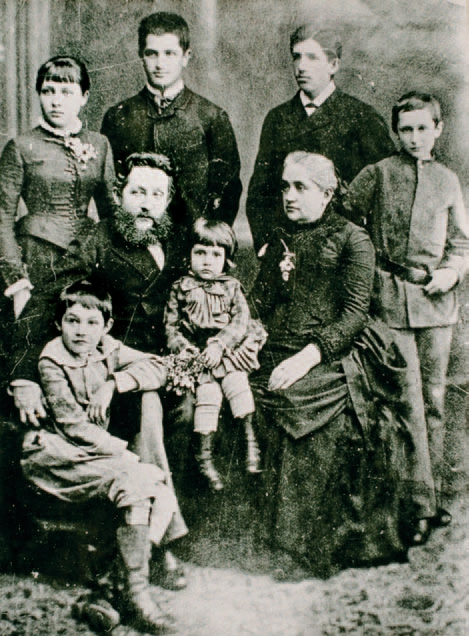
Die Familie Altschewsk

Chrystyna Altschewska heiratete 1862 den reichen ukrainischen Bergbauingenieur, Industriellen, Bankier und Philanthropen Oleksij Altschewskyj (1835–1901). Sie war unter anderem Mutter des Komponisten Hryhorij Altschewskyj (1866–1920), des Opernsängers Iwan Altschewskyj (1876–1917) und der Dichterin Chrystja Altschewska (1882–1931).